# ساره شابمان
سارة تشابمان (لاحقًا ديرمان ؛ 31 أكتوبر 1862  - 27 نوفمبر 1945)  كانت واحدة من قادة إضراب براينت وماي ماتش جيرلز عام 1888. تعتبر بشابمان وغيرها من المشاركين في الإضراب بوصفهم «رواد المساواة بين الجنسين والإنصاف في العمل الذين تركوا إرثًا لازال قائماً على الحركة النقابية».

## حياتها
ولدت سارة تشابمان في 31 أكتوبر 1862، وهي الخامسة من بين سبعة أطفال ولدوا لصموئيل تشابمان، نادل في أحد الحانات، وسارة آن ماكنزي.  قضت حياتها المبكرة في مايل إند،  وعاشت تشابمان حياتها كلها في إيست إند في لندن. في سن التاسعة عشرة، إلى جانب والدتها وأختها الكبرى، كانت سارة تعمل علي أحد ماكينات صناعة عيدان الثقاب في براينت وماي. وقت إضراب عام 1888، شغلت سارة تشابمان منصبًا ذا أجر جيد في مصنع براينت وماي، وكانت عضوًا بارزاً في قوة المصنع العاملة. 
في ديسمبر 1891، تزوجت سارة من تشارلز هنري ديرمان، صانع خزانة.  أنجب الزوجان طفلهما الأول، سارة إلسي، في عام 1892، ورُزقا بخمسة أطفال آخرين. انتقلت العائلة لاحقًا إلى بيثنال غرين، حيث بقيت سارة لبقية حياتها.  توفي تشارلز هنري ديرمان عام 1922.
توفيت سارة ديرمان في مستشفى بيثنال غرين في 27 نوفمبر 1945، عن عمر يناهز 83 عامًا، ونجا ثلاثة من أطفالها الستة.  تم دفن سارة ديرمان مع خمسة مسنين آخرين في قبر دون شاهد في مقابر مانور بارك. 

## دورها في الإضراب

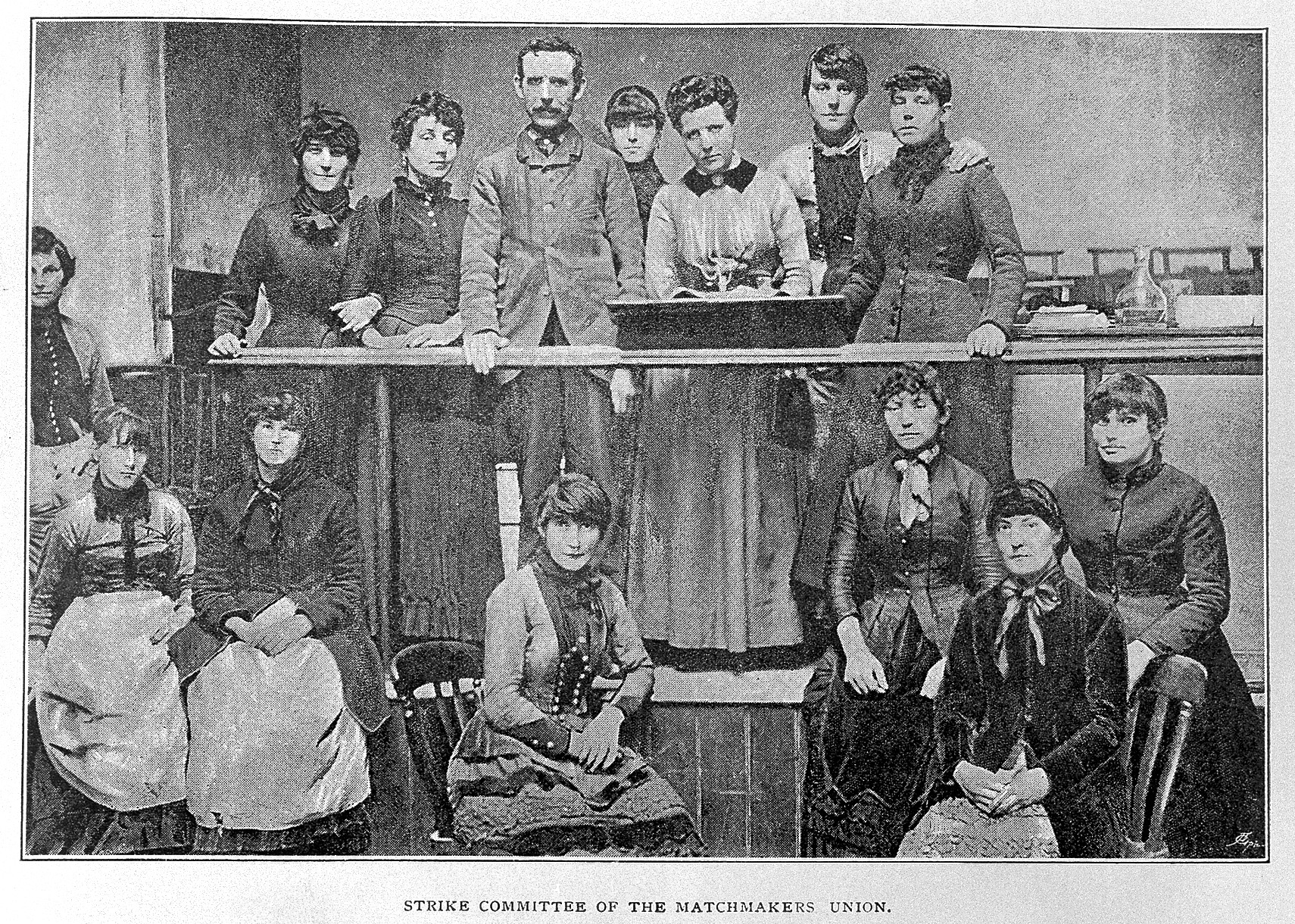
لجنة الإضراب التابعة لاتحاد الخاطبين ، تظهر سارة تشابمان (الصف الخلفي ، الثاني من اليسار) جنبًا إلى جنب مع هربرت بوروز وآني بيسانت

في يونيو 1888، في اجتماع لجمعية فابيان، وافق الأعضاء على مقاطعة مقترحة لمصنع براينت وماي لأعواد الثقاب استجابة لظروف المصنع السيئة وسوء معاملة العمال. 
التقى المفكر والمصلح آني بيسانت لاحقًا بالعاملين خارج المصنع لمعرفة المزيد، ونشر مقالًا بعنوان White Slavery in London in The Link أو العبيد البيض في لندن في جريدة زا لينك، كان ذلك في ال23 من يونيو.  على الرغم من محاولة براينت وماي إجبار الموظفين على التوقيع على بيانات رفض الادعاءات، إلا أن العمال رفضوا. في 5 يوليو 1888، خرج حوالي 1400 فتاة وامرأة في إضراب. 
في اليوم التالي، سارت 200 امرأة إلى شارع بوفري، طلبًا لدعم آني بيسانت. كانت تشابمان واحدة من ثلاث نساء التقت بيسانت، وحصلت على مساعدتها في تشكيل لجنة إضراب.  كانت ماري نولز، وماري كامينغز، وسارة تشابمان، وأليس فرانسيس، وكيت سلاتر، وماري دريسكول، وجين واكيلينج، وإليزا مارتن، أول أعضاء هذه اللجنة.  عقدت النساء اجتماعات عامة، وحصلن على تغطية صحفية متعاطفة، وتمكن من حشد دعم مختلف النواب. تلقى تشابمان ولجنة الإضراب أيضًا مساعدة من توينبي هول ومجلس التجارة في لندن، وبعد اجتماع مع إدارة براينت ومايو - تمت الموافقة على قائمة مطالبهم. 
بعد ذلك أسست النساء نقابة (اتحاد صناع اعود الثقاب النسائية)، وانعقد الاجتماع الافتتاحي في قاعة اجتماعات ستيبني في 27 يوليو. تم انتخاب اثنتي عشرة امرأة في اللجنة، بما في ذلك تشابمان.  كان أكبر اتحاد نسائي في البلاد. تم انتخاب تشابمان كأول ممثل للاتحاد في مؤتمر النقابات العمالية (TUC)، وكان من بين أولئك الذين حضروا مؤتمر اتحاد النقابات الدولي لعام 1888 في لندن. 

## إرثها
منذ عام 2019، سعت منظمة خيرية تدعى The Matchgirls Memorial أو جميعة فتيات اعواد الثقاب إلى زيادة الوعي بإضرابهم والمشاركين فيها.   تم تلقي التبرعات لإنشاء شاهد القبر لسارة تشابمان،  وتهدف المؤسسة الخيرية إلى إقامة تمثال تخليداً لذكرى المضربين والمنظمين. 

في عام 2020، رداً علي نية مقابر مانور بارك لصناعة ربية فوق قبر سارة تشابمان، تم تجميع توقيعات تدعوا إلى حماية المقبر. في يوليو من ذلك العام، تم تقديم اقتراح في البرلمان للتعبير عن القلق بشأن هذا التخريب المحتمل لموقع دفن سارة تشابمان.  الاقتراح تحت راعية كلاً من أبسانا بيجوم، وروشانارا علي، وجون كراير، وجيم شانون، وأليسون ثيوليس، وإيان لافيري ونص علي الآتي:
أن هذا الحزب يشعر بالقلق من الخطط الوشيكة لصناعة ربية فوق قبر سارة ديرمان (ني تشابمان)، وهي منظم رئيسي لإضراب فتيات عيدان الثقاب في عام 1888 في مقابر مانور بارك، شرق لندن؛ وجب الإشارة إلى أن سارة تشابمان لعبت دورًا رائدًا في الإضراب التاريخي وأن فتيات عيدان الثقاب باعتبارهن رائدات في المساواة بين الجنسين والإنصاف في العمل والذين تركوا من خلال إضرابهم وتشكيل اتحاد صناعى عيدان الثقاب إرثًا قائماً على الحركة النقابية؛ يعتقد أن قبر سارة تشابمان له أهمية تاريخية خاصة ويوضح جوانب مهمة من التاريخ الاجتماعي والاقتصادي والسياسي؛ وعليه ندعوا الحكومة إلى التدخل لوقف الخسارة الوشيكة لجزء مهم من تاريخ لندن الغني والمتنوع؛ ويدعو كذلك الحكومة إلى فحص عملية الردم للتأكد من عدم حدوث اضطراب في الدفن المبكر عند حفر قبور جديدة . 
في عام 2021، أُعلن أنه سيتم تسمية مشروع سكني جديد في بو باسم سارة تشابمان.  في عام 2022، أعلن موقع التراث الإنجليزي أنه سيتم الاحتفال بـ فتيات عيدان الثقاب بلوحة زرقاء في موقع مصنع براينت وماي السابق في بو في لندن. تم كشف النقاب عن اللوحة علي برج هاملتس، طريق فايرفيلد، حي بو، لندن، في 5 يوليو 2022 من قبل الممثلة أنيتا دوبسون، حفيدة تشابمان، وسام جونسون، أحد أمناء جميعة فتيات اعواد الثقاب الذي قاد الحملة من أجل اللوحة.   

## في الثقافة الشعبية
تظهر تشابمان كشخصية في فيلم 2022 Netflix Enola Holmes 2 ، الذي تلعب دورها الممثلة هانا دود. يقدم الفيلم سردًا خياليًا لفتيات اعواد الثقاب، حيث يصبح كلاً من إينولا وشقيقها شيرلوك في غاية الترابط.